# Christiaan Slieker
George Christiaan Slieker (Leeuwarden, 21 januari 1861 – Assen, 9 maart 1945) was een Nederlands filmvertoner in de begintijd van de cinematografie. Hij groeide op in een Friese familie van rondreizende kermismensen.
In de lente van 1896 kocht hij een cinematograaf die was gemaakt door H.O. Foersterling & Co en hij gaf op 15 of 16 juli in een kermistent op het Wilhelminaplein in Leeuwarden zijn eerste filmvoorstelling.
Hij begon een rondreizende filmvoorstelling onder de naam Grand Théatre Edison. Tijdens de voorstelling in Utrecht in Park Tivoli werd de eerste Nederlandse film vertoond, Gestoorde hengelaar van M.H. Laddé.
Het filmhuis in Leeuwarden kreeg na de verhuizing op 21 maart 2013 de naam Slieker Film. Hiermee wordt de eerste Nederlandse bioscoopexploitant geëerd. Het is gevestigd aan hetzelfde Wilhelminaplein waar Slieker ooit zijn filmvoorstellingen gaf.

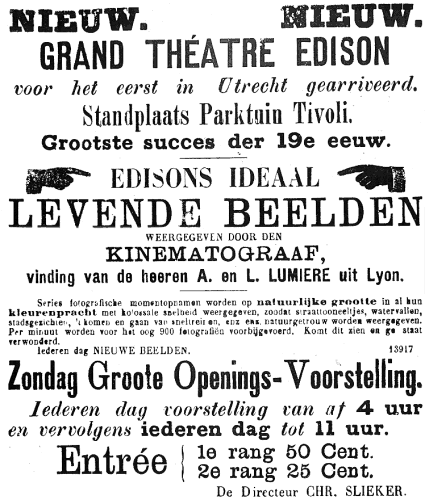
Reclame voor Slieker's reizende bioscoop in het Utrechtsch Dagblad
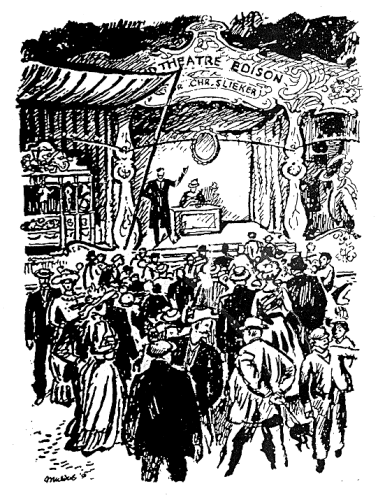
Tekening van Slieker's reizende bioscoop Grand Théatre Edison in het Park Tivoli in Utrecht